# دوين فيرمولين
دوين فيرمولين (بالإنجليزية: Duane Vermeulen)‏ هو لاعب اتحاد الرغبي جنوب أفريقي، ولد في 3 يوليو 1986 في نيلسبرويت في جنوب أفريقيا.

## وصلات خارجية
- دوين فيرمولين عل موقع إسبنسكروم (الإنجليزية)
- دوين فيرمولين على موقع ItsRugby.co.uk (الإنجليزية)